# Yunus Höyük
Yunus Höyük (pronunciat [junus højyc]) és un assentament al cim d'un turó al sud-est de Turquia a la frontera amb Síria, a la província de Gaziantep, al districte de Karkamış, als afores de les muralles de l'antiga ciutat de Karkemiš. A Yunus Höyük es van trobar ceràmiques de la cultura Halaf.

## Història de l'excavació
Durant l'excavació a Karkemiš el 1913, Gregori Antoniou i Leonard Woolley van trobar ceràmica pintada feta a mà durant una inspecció al poble veí de Yunus. Aquestes troballes van cridar l'atenció dels excavadors, ja que fins ara es coneixia molt poc sobre la ceràmica pintada prehistòrica.
A continuació, es va obrir una àrea de 20 × 12 m amb la densitat de fragments més alta per tal de recuperar més ceràmica. Quan es va trobar prou ceràmica per a l'avaluació, Woolley va acabar l'excavació a Yunus. Amb l'inici de la Primera Guerra Mundial no es van poder fer més excavacions, ni es va poder processar el material emmagatzemat in situ.

## Datació
Ja durant les excavacions de 1913, Woolley sospitava d'una datació prehistòrica basada en la ceràmica. Els seus principals arguments van ser la tècnica de fabricació i el repertori de formes: la ceràmica estava modelada a mà, per tant, devia ser feta abans de la invenció del torn de terrissaire, i la forma més comuna era el bol, que Woolley va caracteritzar com el més forma primitiva de ceràmica. La ubicació estratigràfica de ceràmica comparable a Karkemiš va ser una altra pista de la cronologia relativa de Woolley, ja que la ceràmica de Karkemiš es va trobar a les capes més baixes i, per tant, més antigues.
A la dècada del 1970, Steven A. Leblanc i Patty Jo Watson, en un estudi comparatiu de la ceràmica Halaf, van situar Yunus Höyük a la cultura Halaf, que data entre el 5900 i el 5500/5000 aC.

## Descobriments

### Forns
Durant la breu excavació es van trobar estructures rodones i rectangulars de tova i terra batuda, que Woolley va interpretar com a forns, ja que tots contenien grans quantitats de cendres i fragments de ceràmica. Les estructures es van designar amb lletres consecutives de la A a la M, ometent les lletres C i I (B, G, E, F, H, J, L i M eren estructures rodones; A, D i K eren rectangulars). Les estructures es van solapar parcialment. Woolley va interpretar aquestes estructures com a forns d'un sol ús que eren enderrocats després de cada cocció per recuperar la ceràmica. Tanmateix, Watson i Leblanc desafien parcialment la interpretació de Woolley. Segons els plànols disponibles, algunes de les estructures rodones també podrien haver estat petits tholoi, és a dir, possiblement habitatges.

### Indústria lítica
Els artefactes fets amb pedra es divideixen en artefactes de pedra tallada i polida. Les pedres tallades eren principalment de sílex, en petita part també d'obsidiana. La gamma d'eines està determinada per fulles de sílex i obsidiana. Tanmateix, també hi havia rascadors, ascles i nuclis fets només de sílex. Les pedres polides eren principalment falques de sabates, pedres perforades interpretades com a fusaioles de fus i formes geomètriques sense cap significat reconeixible.

### Ceràmica
La ceràmica és la típica ceràmica Halaf. Es va fer a mà sense torn de terrissaire i es divideix en ceràmica gruixuda i fina en funció del seu tremp. La ceràmica gruixuda consisteix principalment en bols, mentre que la ceràmica fina també inclou tasses i gerres. La ceràmica fina és majoritàriament pintada, de vegades també decorada amb incisions; els motius són simètrics, simbòlics i naturalistes.